# Comprar y mantener

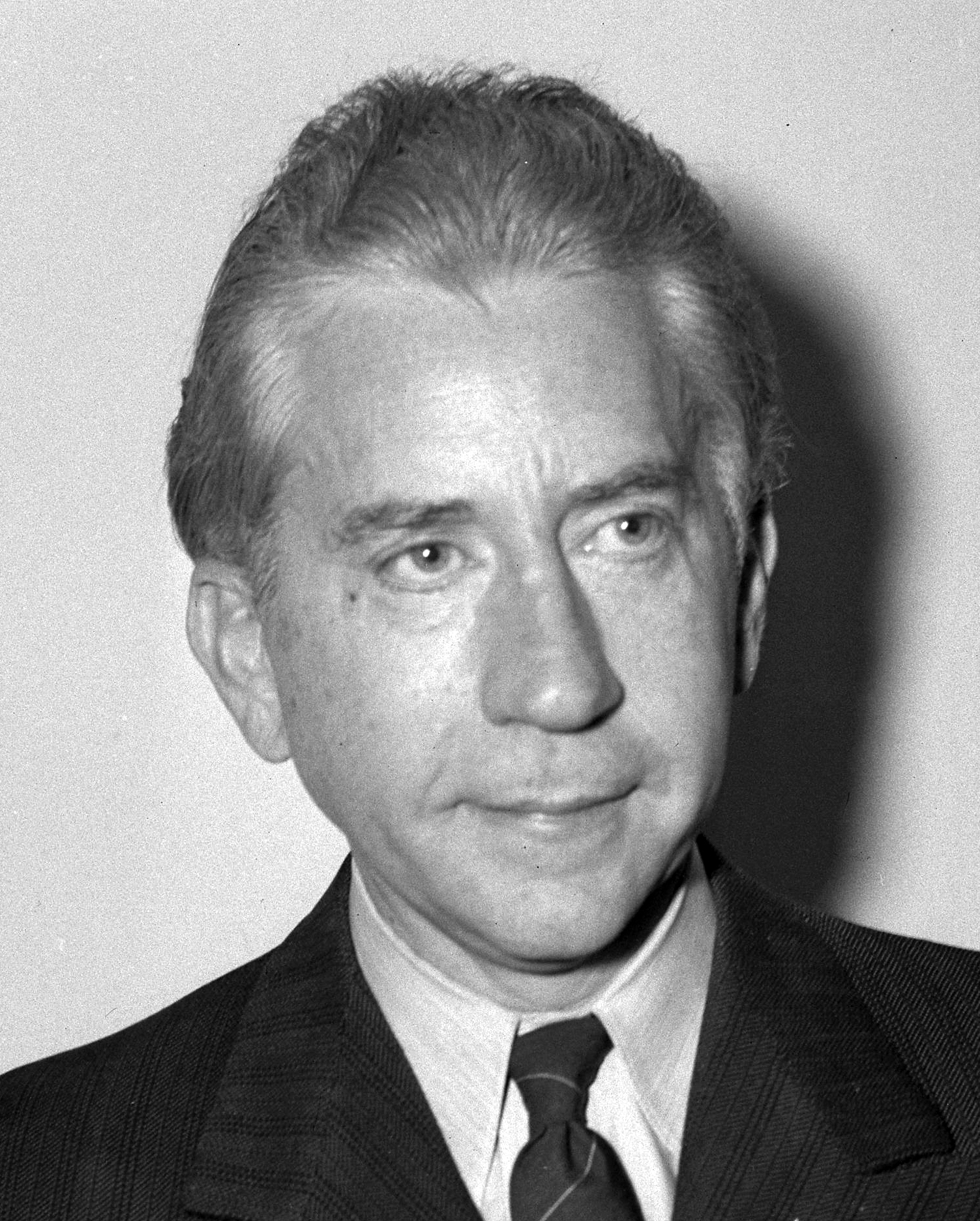
J Paul Getty. Seguidor de la estrategia de comprar y mantener

Comprar y mantener es una estrategia de inversión en la que un inversor compra acciones y dispone de ellas por un largo tiempo, con el objetivo de que las reservas se incrementarán gradualmente en valor durante un largo período de tiempo.

## Estrategia
Esta estrategia de inversión se basa en la opinión de que, a la larga, los mercados financieros ofrecen una buena tasa de rentabilidad incluso teniendo en cuenta un cierto grado de volatilidad. Buy-and-hold dice que los inversores nunca verán esos retornos si rescatan después de un declive. Este punto de vista sostiene que la sincronización del mercado (es decir, el concepto de que uno puede ingresar al mercado en los mínimos y vender en los máximos), no funciona; intentar tal sincronización da resultados negativos, al menos para los inversores pequeños o no sofisticados, por lo que es mejor para ellos simplemente comprar y mantener.

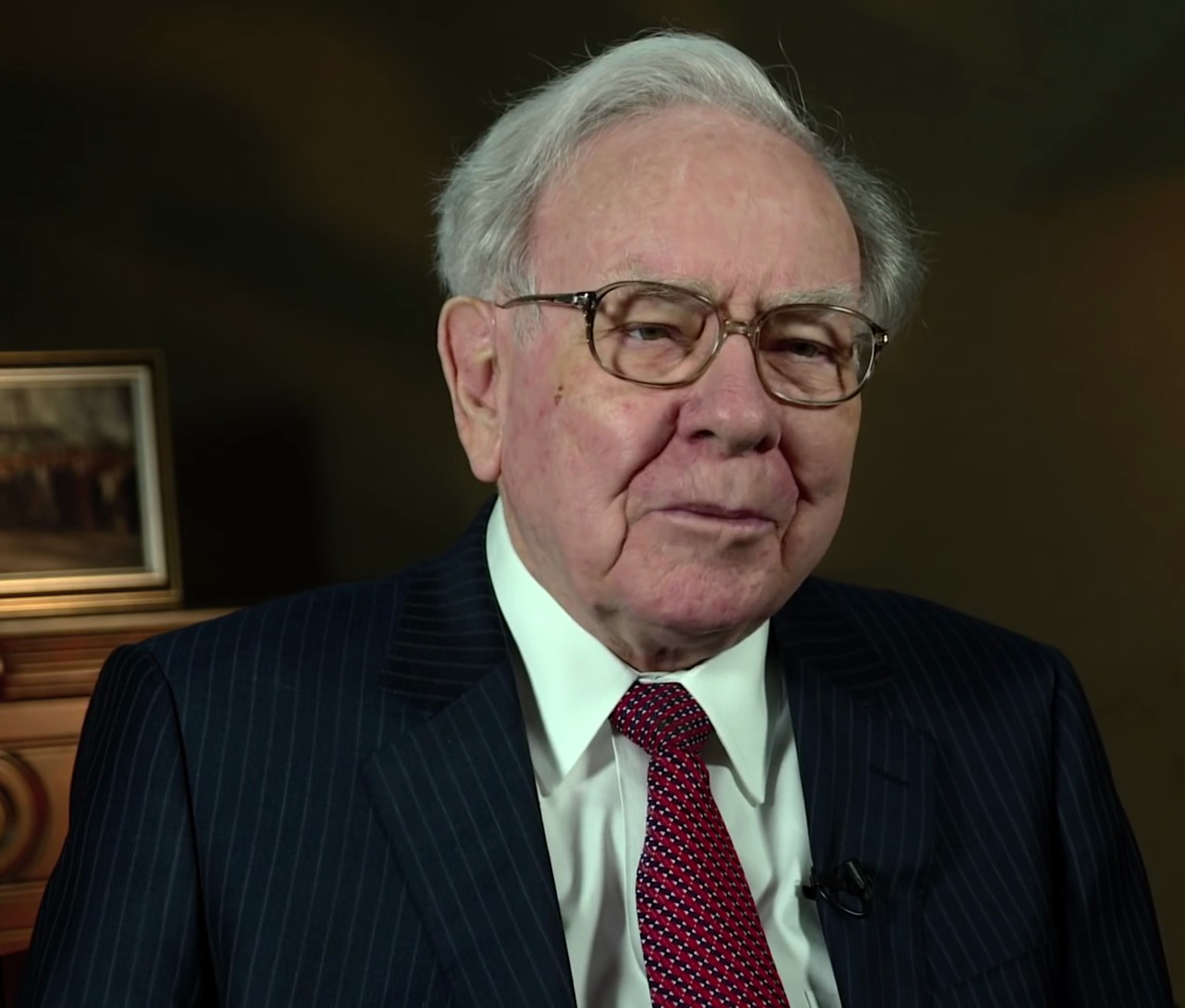
Warren Buffett en 2015

La gestión pasiva es más común en el mercado de acciones, donde los fondos indexados rastrean un índice bursátil, pero se está volviendo más común en otros tipos de inversión, incluidos bonos, materias primas y fondos de cobertura. Hoy en día, hay una gran cantidad de índices de mercado en el mundo, y miles de fondos indexados diferentes que siguen a muchos de ellos.
La gestión pasiva es una estrategia de inversión que utilizan principalmente las dos empresas con las mayores cantidades de dinero bajo administración, Barclays Global Investors y State Street Corp.

DJIA Evolución del índice industrial de la bolsa de Nueva York

Un argumento para la estrategia es la hipótesis del mercado eficiente (EMH, por sus siglas en inglés): si cada acción se valora justamente en todo momento, entonces realmente no tiene sentido comerciar. Algunos llevan la estrategia de comprar y mantener hasta el extremo, y defienden que nunca se debe vender un valor a menos que se necesite el dinero.
Otros han abogado por comprar y mantener por razones puramente basadas en los costos, sin recurrir a la EMH. Los costos como el corretaje y el diferencial oferta / oferta se incurren en todas las transacciones, y la compra y retención implica la menor cantidad de transacciones por un monto dado invertido en el mercado, en igualdad de condiciones. La ley de impuestos también tiene algún efecto; el impuesto a las ganancias de capital a largo plazo puede ser menor, y los impuestos solo pueden pagarse cuando se vende el activo (o nunca si la persona fallece). Warren Buffett es un ejemplo de un defensor de compra y retención que ha rechazado el EMH en sus escritos, y ha construido su fortuna invirtiendo en empresas en momentos en que fueron infravaloradas.
La estrategia fue menos popular a principios de 2009.

## La inversión inmobiliaria

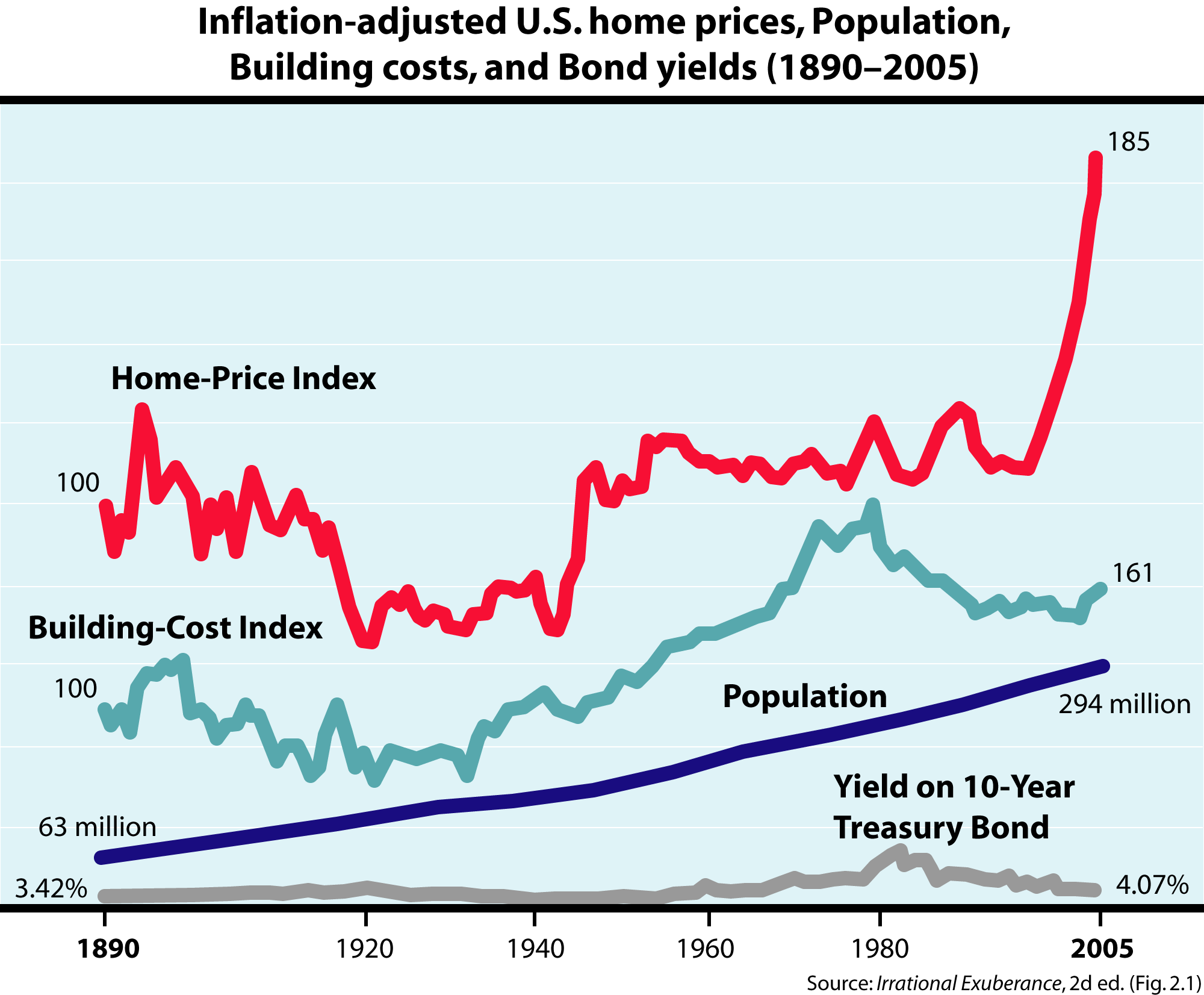
Shiller. Evolución de los precios y costes de la vivienda en EE. UU.

Una estrategia de comprar y mantener también se puede aplicar a los bienes raíces. Según este concepto, una persona comprará una propiedad, como una casa, y no la venderá. Esto generalmente se hace con dinero prestado, aunque parte del plan es que el préstamo eventualmente se pagará, y entonces no es una inversión apalancada. Contrasta con una estrategia comercial.